# Eugenia de Montijo (metropolitana di Madrid)
Eugenia de Montijo è una stazione della linea 5 della metropolitana di Madrid. Si trova sotto all'incrocio tra Camino de los Ingenieros e la calle de Nuestra Señora de la Luz, tra i distretti di Latina e Carabanchel.

## Storia
La stazione fu inaugurata il 27 ottobre 1999 all'interno di un tratto della linea già in uso. Per effettuare i lavori è stato necessario interrompere il servizio tra le stazioni di Aluche e Carabanchel per poco più di un anno.

## Accessi
Vestibolo Eugenia de Montijo
- Nuestra Señora de la Luz Calle Ocaña, 70